# Kowang
Kowang (nepalski: कोबाङ) – gaun wikas samiti w zachodniej części Nepalu w strefie Dhawalagiri w dystrykcie Mustang. Według nepalskiego spisu powszechnego z 2001 roku liczył on 188 gospodarstw domowych i 786 mieszkańców (339 kobiet i 447 mężczyzn).